# إيفان بيتس
إيفان بيتس (بالإنجليزية: Evan Bates)‏ هو راقص على الجليد أمريكي، ولد في 23 فبراير 1989 في آن آربر في الولايات المتحدة.

## وصلات خارجية
- الموقع الرسمي
- إيفان بيتس على موقع الاتحاد الدولي للتزلج (الإنجليزية)
- إيفان بيتس على موقع الاتحاد الدولي للتزلج (الإنجليزية)
- إيفان بيتس على موقع اللجنة الأولمبية الدولية (الإنجليزية)
- إيفان بيتس على موقع أوليمبيديا (الإنجليزية)
- إيفان بيتس على موقع اللجنة الأولمبية والبارالمبية الأمريكية (الإنجليزية)